# Juvigny (Aisne)
Juvigny è un comune francese di 280 abitanti situato nel dipartimento dell'Aisne della regione dell'Alta Francia.

## Società

### Evoluzione demografica
Abitanti censiti